# 15. BAFTA-gála
A 15. BAFTA-gálát 1962-ben tartották, melynek keretében a Brit film- és televíziós akadémia az 1961. év legjobb filmjeit és alkotóit díjazta.

## Díjazottak és jelöltek
(a díjazottak félkövérrel vannak jelölve)

### Legjobb film és brit film
Ballada a katonáról

 A svindler

 Egy csepp méz
- Az ártatlanok
- Ítélet Nürnbergben
- The Long and the Short and the Tall
- Rocco és fivérei
- Csavargók
- Az odú
- Fütyüld le a szelet
- Apu világa

### Legjobb elsőfilmes
Rita Tushingham – Egy csepp méz
- Anthony Hancock – The Rebel
- Murray Melvin – Egy csepp méz

### Legjobb brit főszereplő
Peter Finch – No Love for Johnnie
- Dirk Bogarde – Áldozat

### Legjobb brit női főszereplő
Dora Bryan – Egy csepp méz
- Deborah Kerr – Csavargók
- Hayley Mills – Fütyüld le a szelet

### Legjobb külföldi férfi főszereplő
Paul Newman – A svindler
- Montgomery Clift – Ítélet Nürnbergben
- Vladimir Ivashov – Ballada a katonáról
- Phillipe Leroy – Az odú
- Sidney Poitier – A napfény nem eladó
- Maximilian Schell – Ítélet Nürnbergben
- Alberto Sordi – The Best of Enemies

### Legjobb külföldi női főszereplő
Sophia Loren – Egy asszony meg a lánya
- Annie Girardot – Rocco és fivérei
- Piper Laurie – A svindler
- Claudia McNeil – A napfény nem eladó
- Jean Seberg – Kifulladásig

### Legjobb brit forgatókönyv
A nap, amikor a Föld lángra lobbant – Wolf Mankowitz, Val Guest

 Egy csepp méz – Shelagh Delaney, Tony Richardson
- Láng az utcákon – Ted Willis
- Navarone ágyúi – Carl Foreman
- Áldozat – Janet Green, John McCormick
- Fütyüld le a szelet – Keith Waterhouse, Willis Hall

### Legjobb animációs film
101 kiskutya
- The Do-It-Yourself Cartoon Kit
- For better... for Worse

### Legjobb rövidfilm
Terminus
- Eyes Of A Child
- Let My People Go

### Legjobb speciális film
- Electron Microscopy
- Mr Marsh Comes To School
- O For Oxygen

### Robert Flaherty-díj a legjobb dokumentumfilmnek
Találkozás az ördöggel

### Egyesült Nemzetek-díj az ENSZ Alapokmányának egy vagy több elvét bemutató filmnek
Let My People Go
- The Best of Enemies
- Take a Giant Step